# Enyalius perditus
Enyalius perditus — вид ігуаноподібних ящірок родини Leiosauridae. Ендемік Бразилії.

## Поширення і екологія
Enyalius perditus мешкають на південному сході Бразилії, в штатах Мінас-Жерайс, Еспіріту-Санту, Ріо-де-Жанейро, Сан-Паулу і Парана. Вони живуть в атлантичних лісах. Ведуть напівдеревний спосіб життя. Живляться безхребетними, відкладають яйця.